# Кусту, Никола
Никола́ Кусту́ (фр. Nicolas Coustou; 9 января 1658, Лион — 1 мая 1733, Париж) — французский скульптор эпохи барокко; старший брат скульптора Гийома Кусту и дядя скульптора Гийома Кусту младшего.

## Биография
Никола Кусту родился в Лионе. Он был сыном резчика по дереву Франсуа Кусту (? — 1690) и Клодин Куазево, сестры известного скульптора Антуана Куазево. Первые уроки получил у отца. В 1676 году, когда ему было восемнадцать лет, он переехал в Париж, чтобы учиться у Антуана Куазево, который руководил недавно созданной Королевской Академией живописи и скульптуры.
В возрасте двадцати трёх лет, в 1682 году Кусту получил Римскую премию, которая дала ему право на четыре года обучения во Французской академии в Риме (1683—1686). После пяти лет обучения и копирования античной скульптуры, как того требовала академическая программа, возвратившись в Париж, он «приобрёл себе большую известность произведениями, талантливыми по сочинению и мастерскими в техническом отношении, но не чуждыми театральности и аффектированной грации — недостатков искусства того времени».
29 августа 1693 года Никола Кусту был принят в Академию за представленный мраморный барельеф под названием «Бог здоровья, показывающий бюст Людовика XIV Франции» (программа была предложена первым живописцем короля Шарлем Лебреном).
В тот же период, 18 сентября 1690 года, художник женился на Аньес-Сюзанне Уасс (1674—1719), дочери французского живописца Рене-Антуана Уасса.
С 1700 года Никола Кусту выполнял множество заказов и участвовал в королевских проектах по строительству Версальского дворца, Дома инвалидов в Париже и сооружений парка Марли-ле-Руа, помогая А. Куазево. Он часто сотрудничал со своим братом Гийомом Кусту, также известным скульптором и директором академии, поэтому не всегда возможно точно определить вклад каждого художника в совместные проекты. 24 июля 1702 года Никола Кусту стал профессором Академии, 26 октября 1720 года ректором, а 10 января 1733 года, в год своей смерти — канцлером Академии.
Никола Кусту скончался в Париже в 1733 году в возрасте семидесяти пяти лет.
Один из его портретов написан в 1725 году Жаном Ле Гро (1671—1745), учеником академиста Гиацинта Риго. Скульптор возложил руку на голову аллегорической бронзовой скульптуры Соны, которую он создал для украшения пьедестала памятника Людовику XIV в Лионе на площади Белькур.

## Галерея

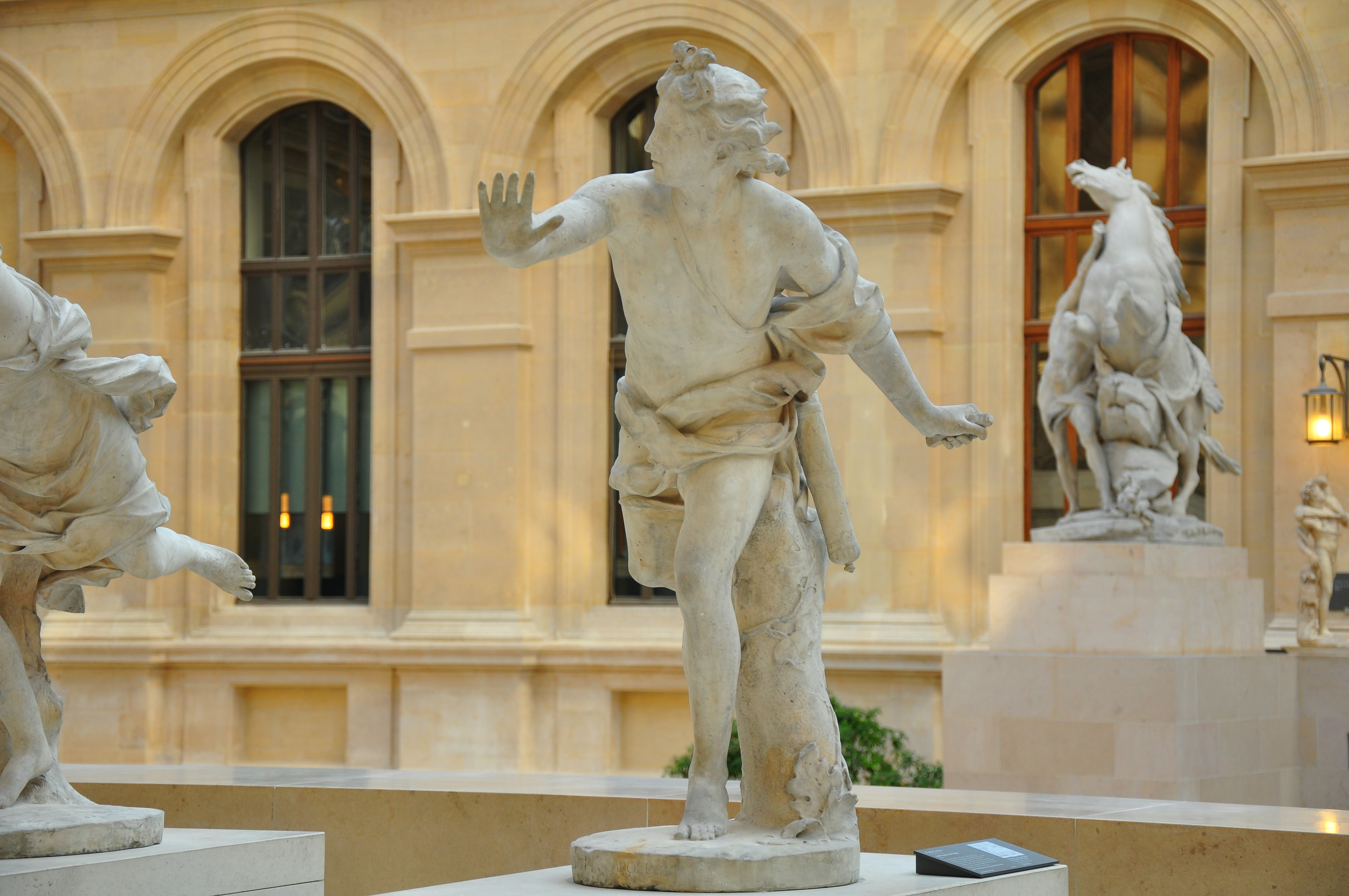
Аполлон. Фигура скульптурной группы «Дафна, преследуемая Аполлоном» (совместно с Г. Кусту Старшим). 1714. Мрамор. Лувр, Париж
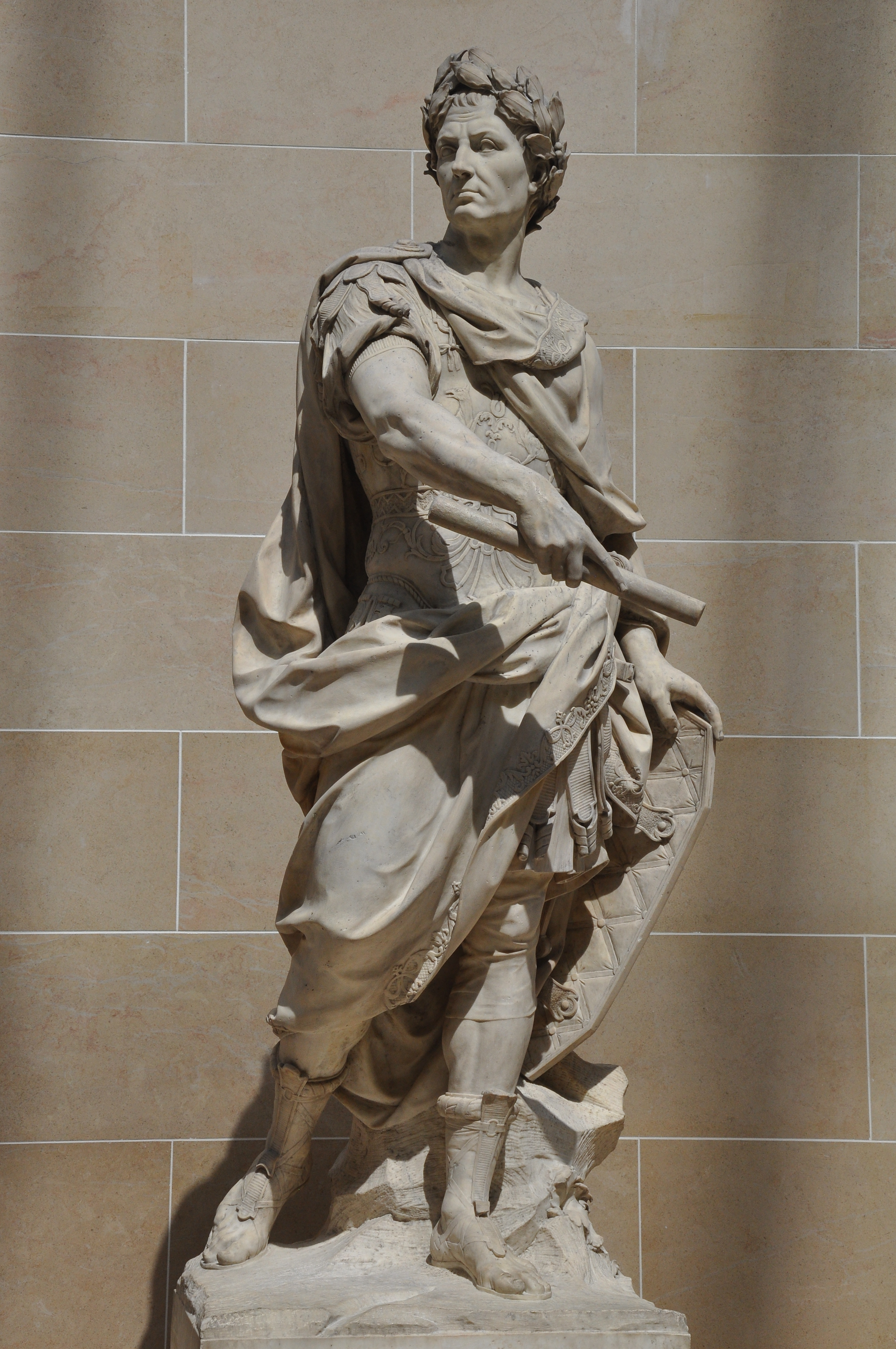
Юлий Цезарь. 1696. Мрамор. Лувр, Париж
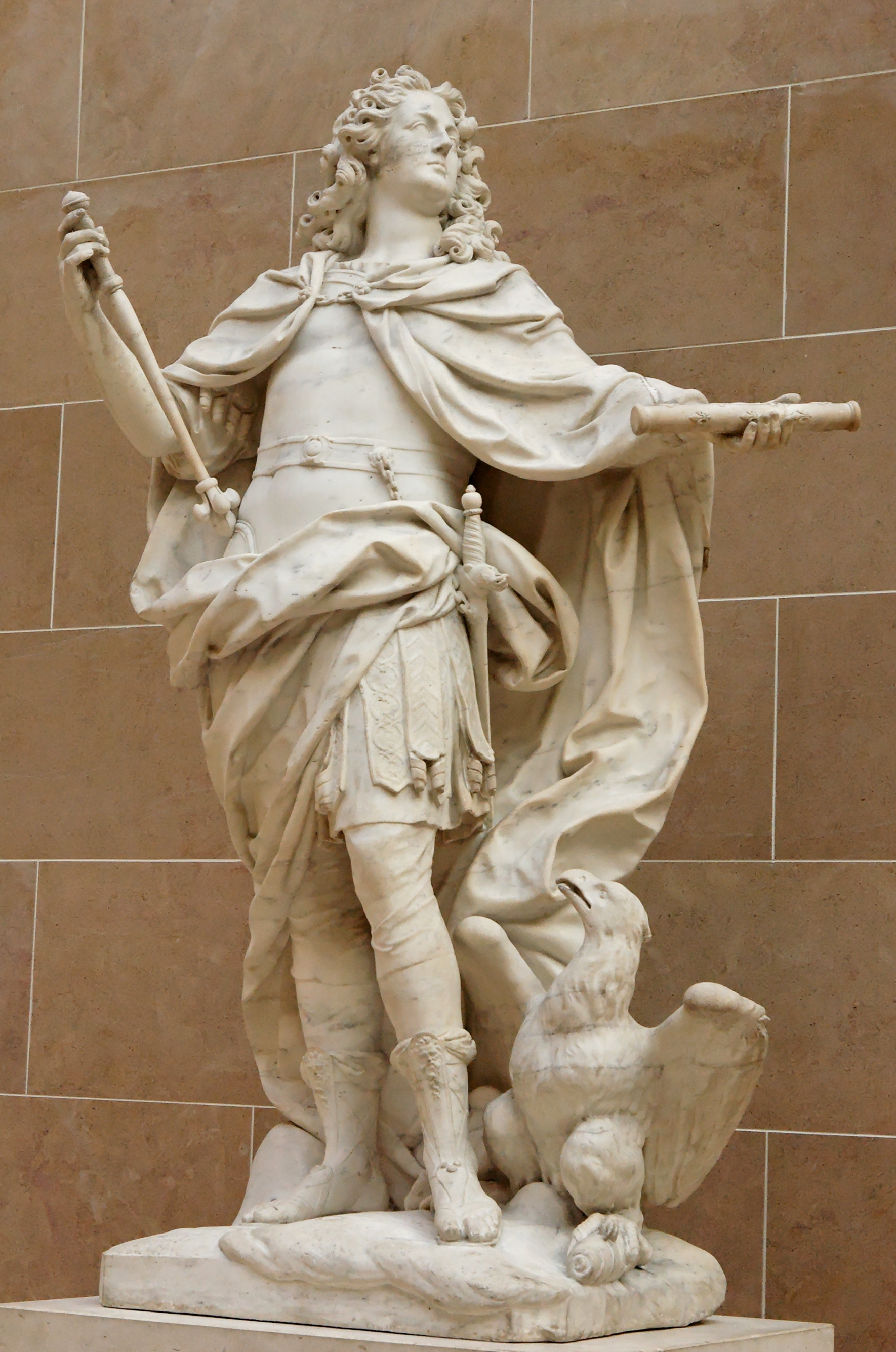
Людовик XV в образе Юпитера. 1725-1731. Мрамор. Лувр, Париж
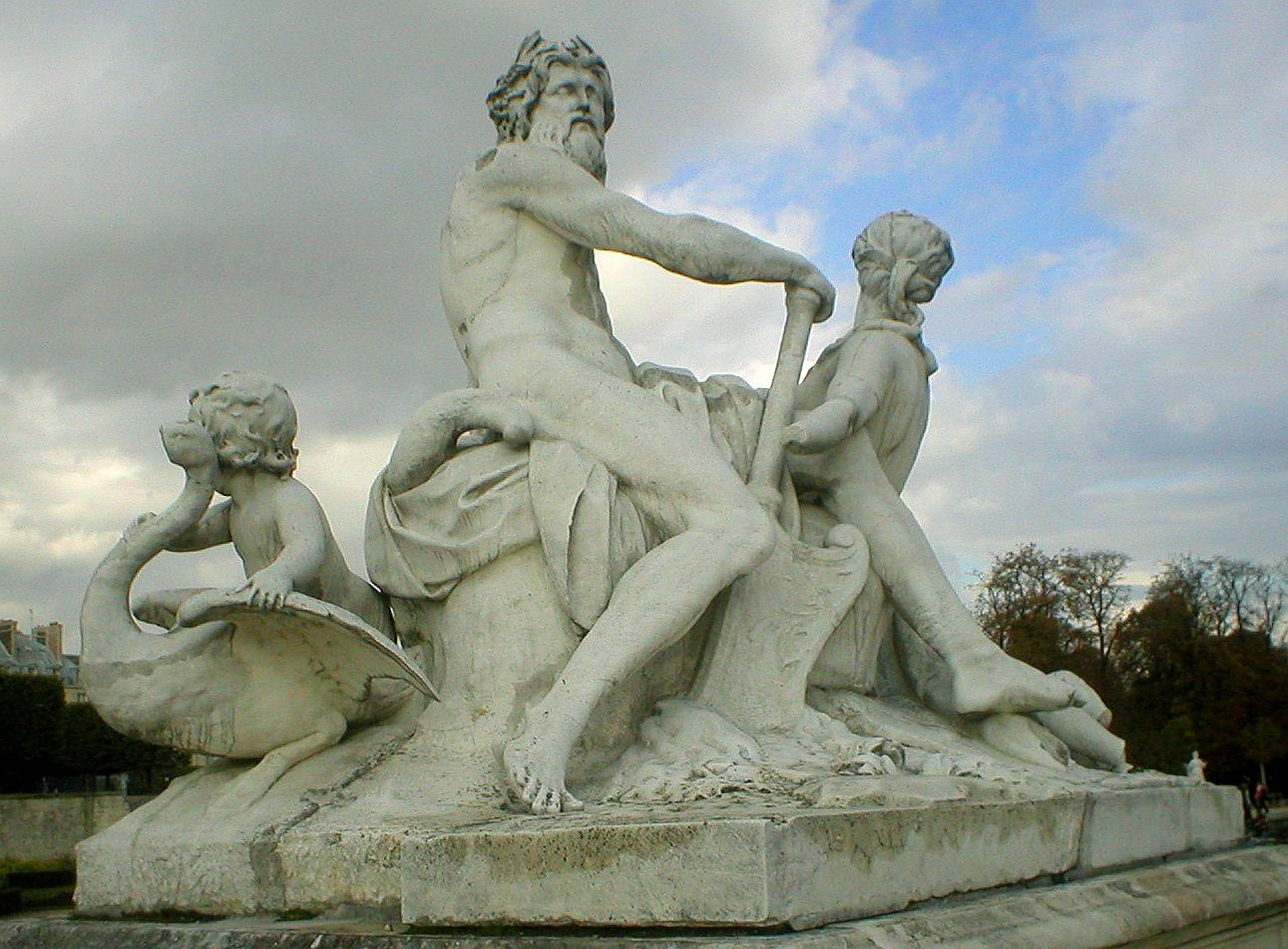
Сена и Марна. 1712. Аллегорическая скульптура в саду Тюильри (предназначалась для Марли). Париж
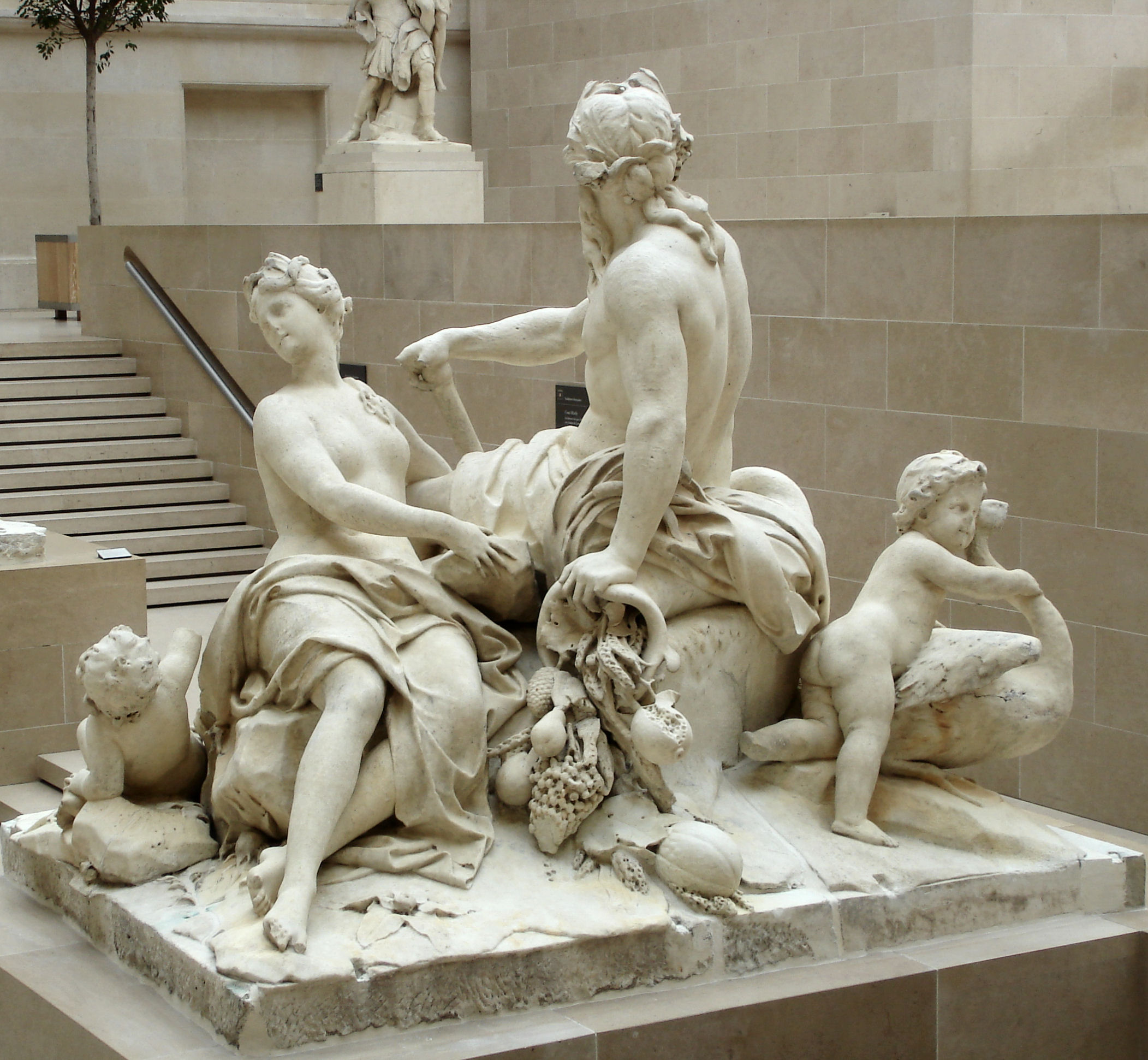
«Сена и Марна» в музее Лувра
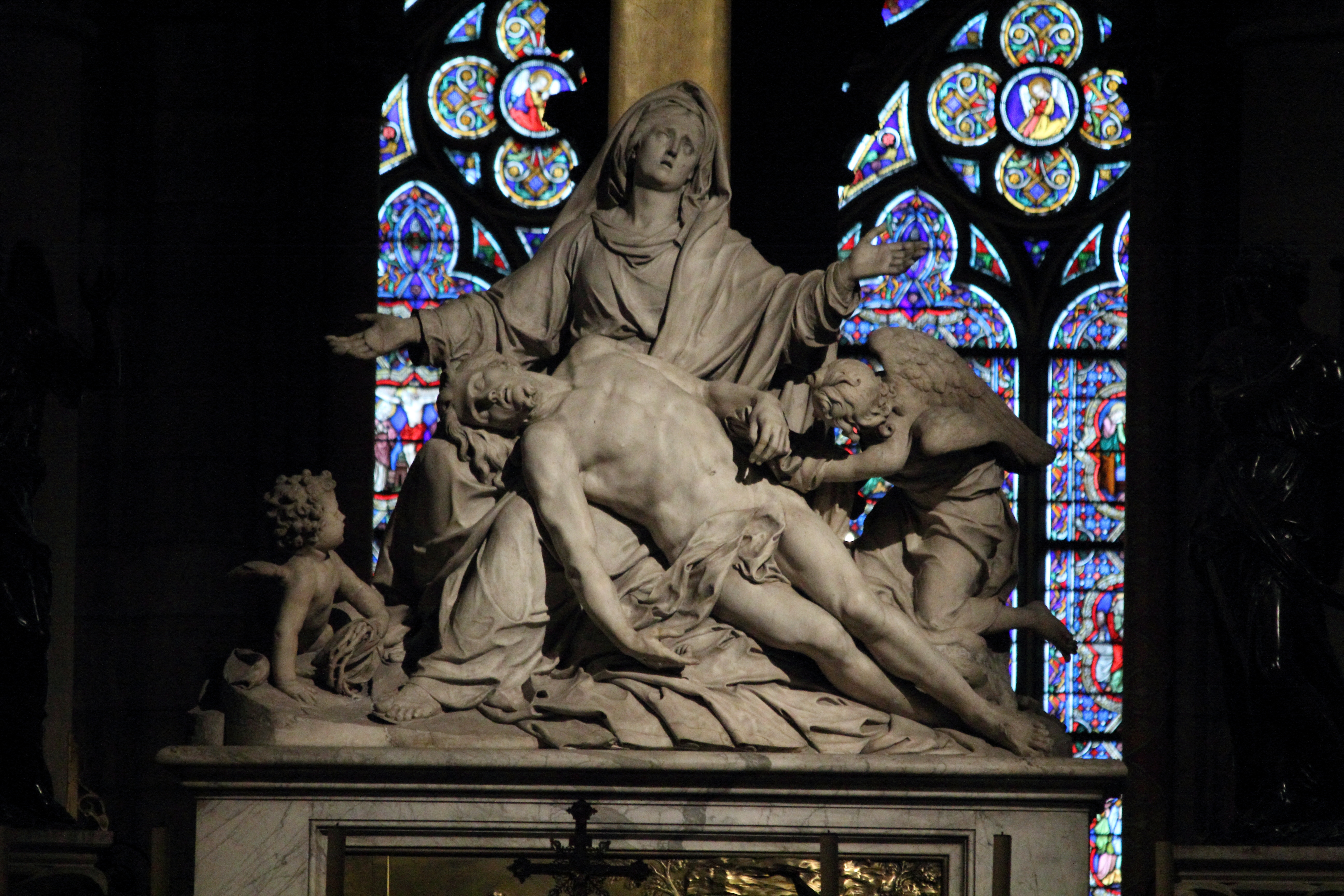
Пьета. 1723. Хор собора Парижской Богоматери
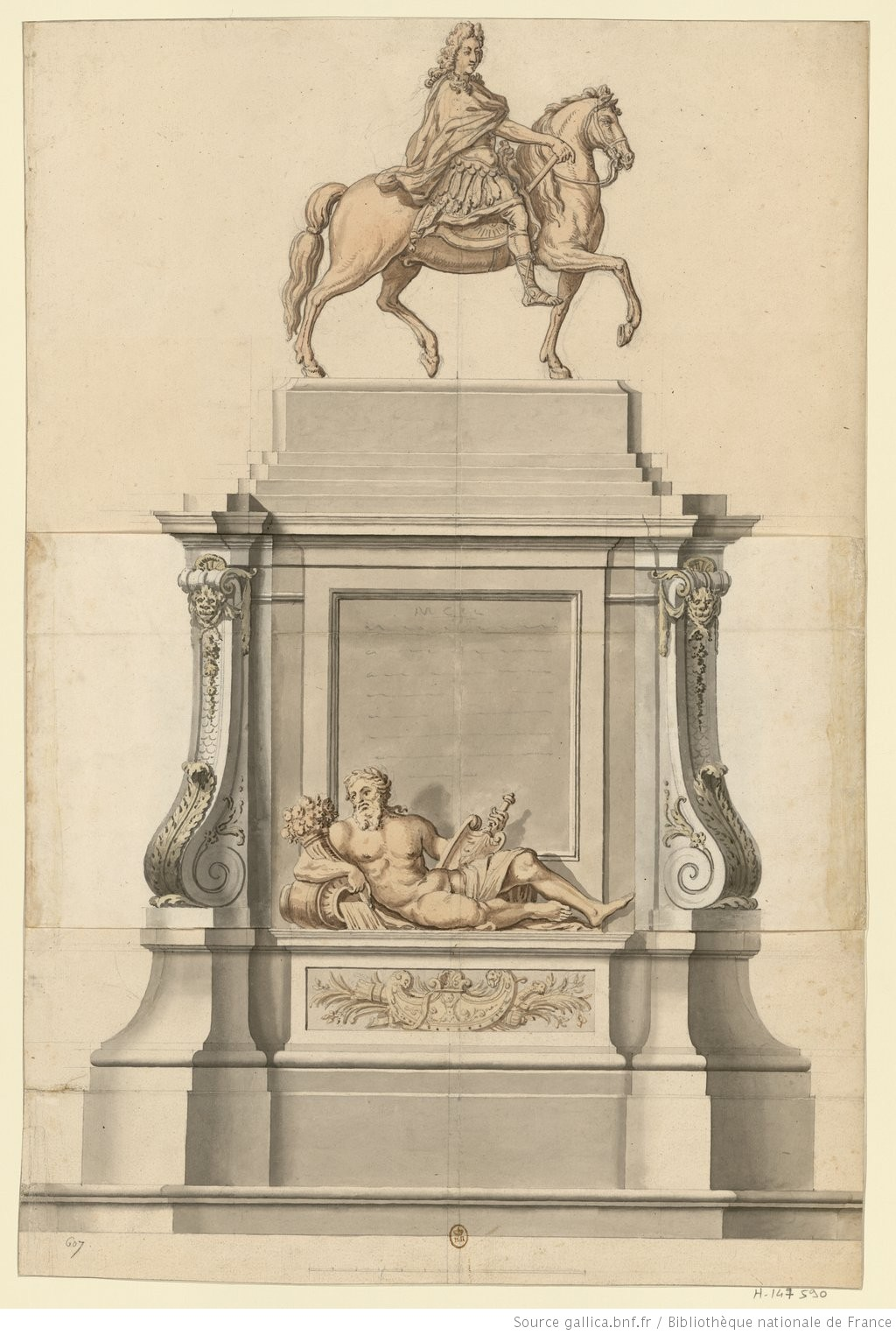
Проект конного памятника Людовику XIV в Лионе на площади Белькур. Рисунок М. Дежардена. 1714
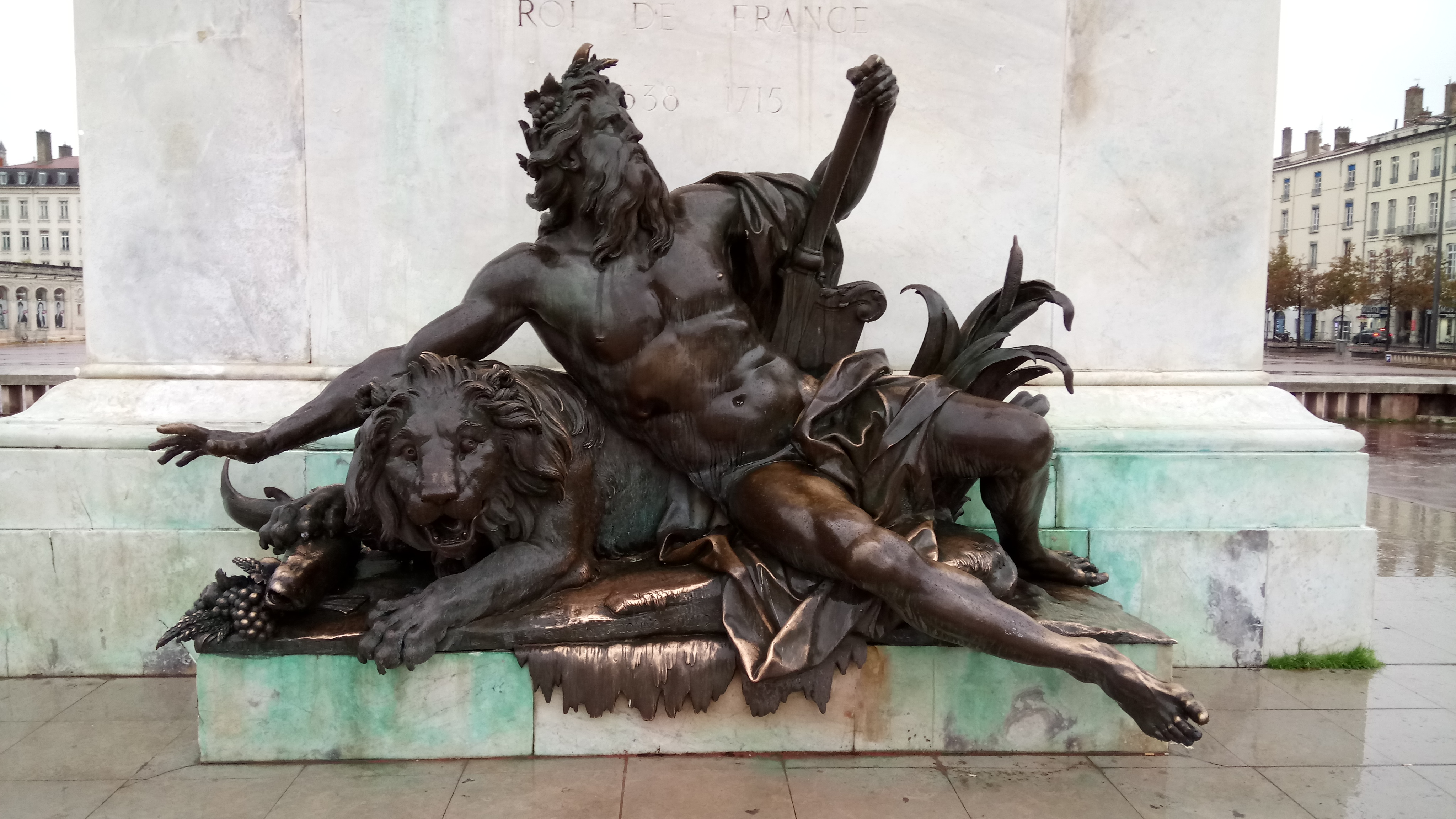
Аллегория Роны. Скульптура пьедестала конного памятника Людовику XIV в Лионе. 1720. Бронза
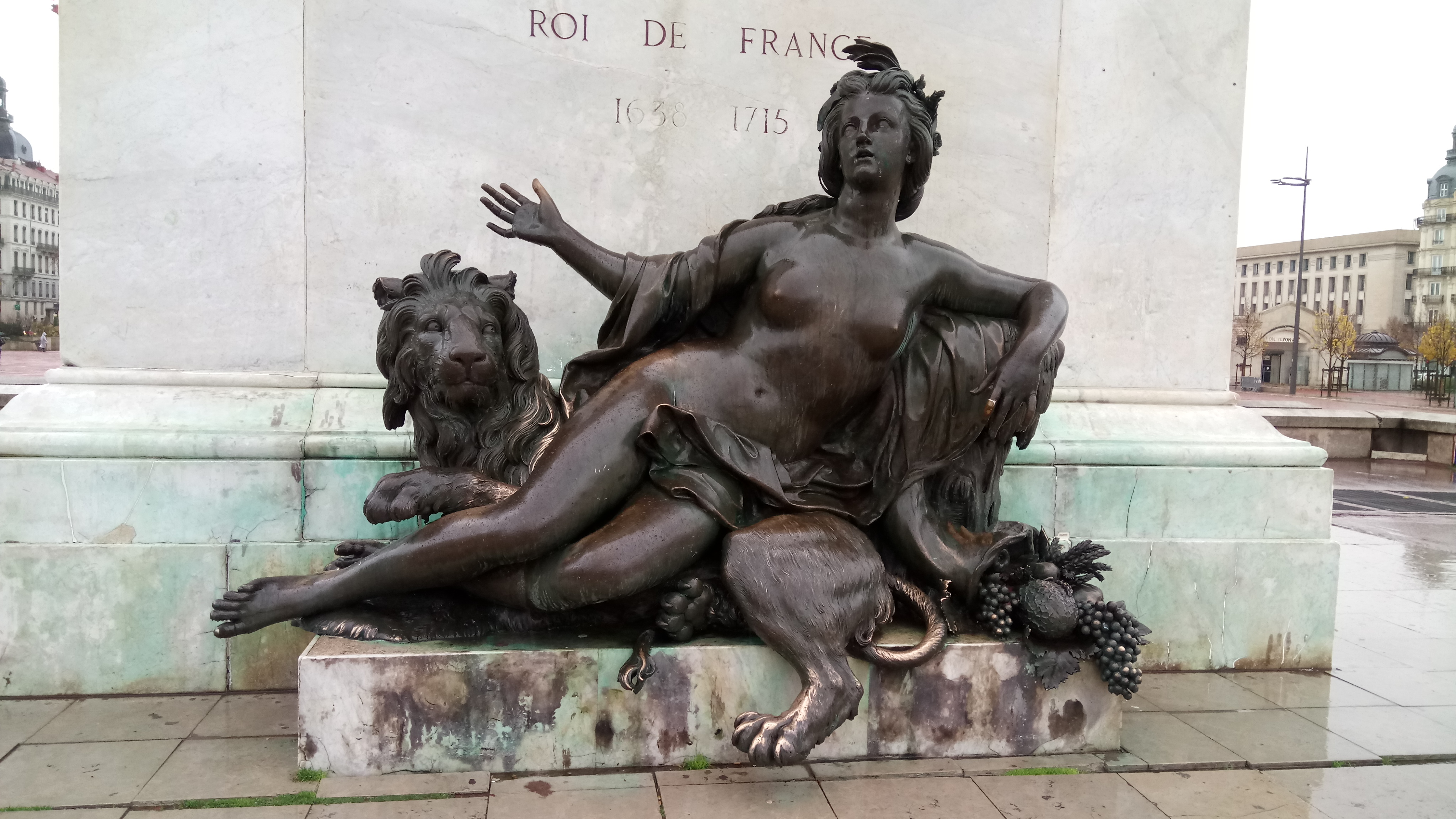
Аллегория Соны. Скульптура пьедестала конного памятника Людовику XIV в Лионе. 1720. Бронза
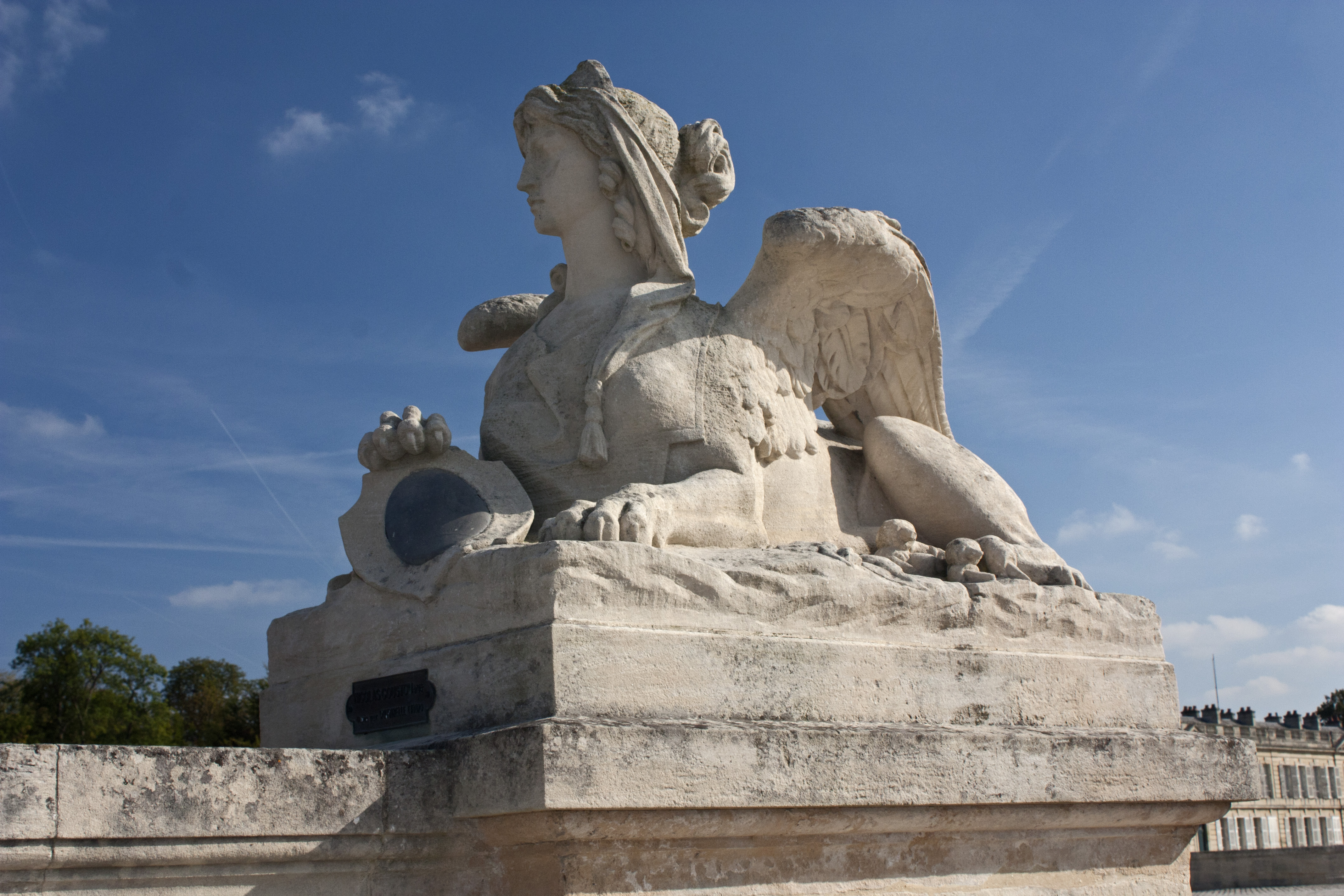
Сфинкс. Дворец в Шантийи
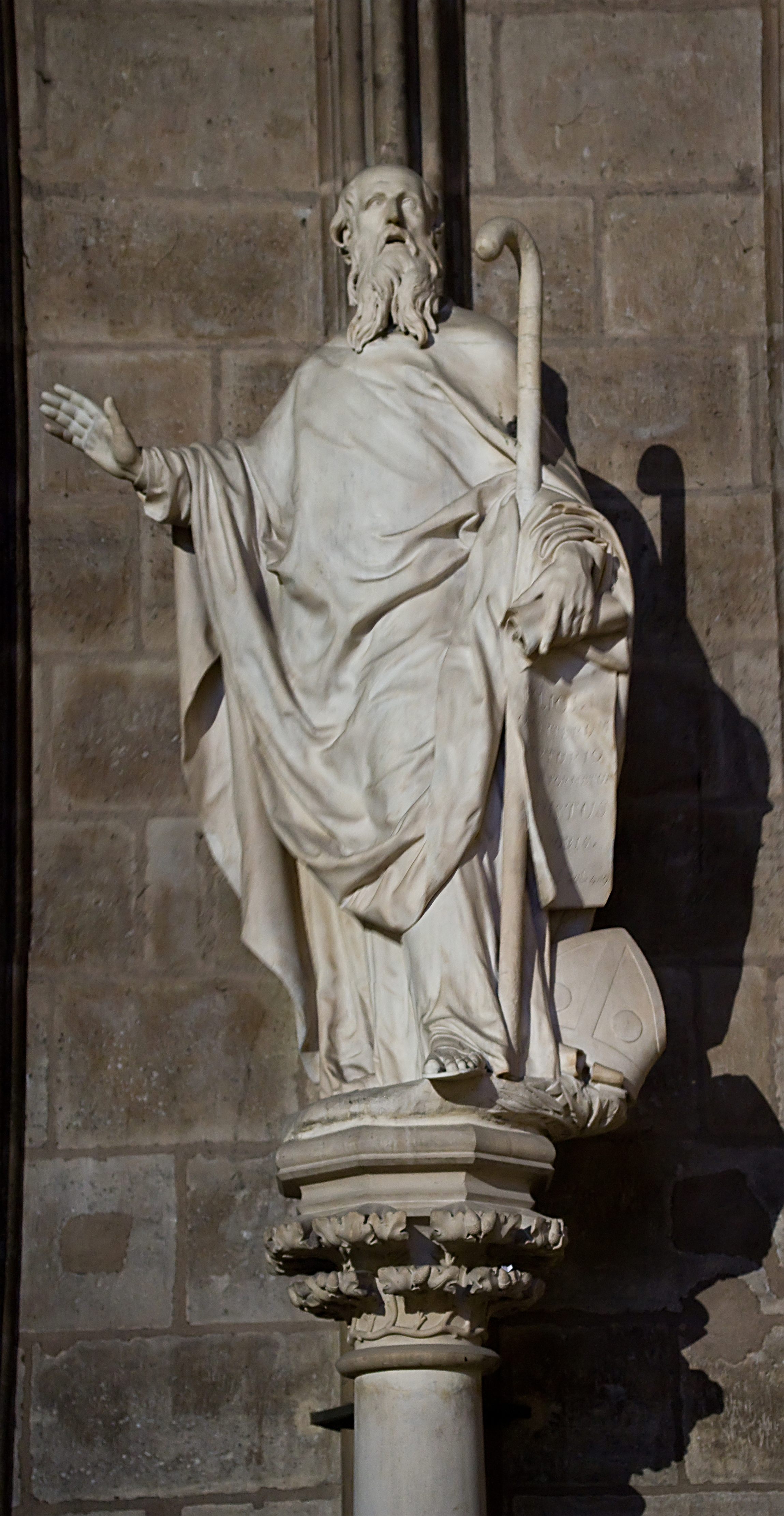
Св. Дионисий Парижский. Собор Парижской богоматери